# Nutter
Nutter (52° 25′ N, 6° 53′ L) é uma cidade dos Países Baixos, na província de Overijssel. Nutter pertence ao município de Dinkelland, e está situada a 13 km, a norte de Oldenzaal.
A área de Nutter, que também inclui as partes periféricas da cidade, bem como a zona rural circundante, tem uma população estimada em 190 habitantes.